# Erzsi Orsolya
Dans le nom hongrois Erzsi Orsolya, le nom de famille précède le prénom, mais cet article utilise l’ordre habituel en français Orsolya Erzsi, où le prénom précède le nom.
Orsolya Erzsi, née le 6 novembre 1901 à Budapest – morte le 13 mai 1984 dans la même ville, est une actrice hongroise.

## Filmographie partielle
- 1938 : A papucshös de János Vaszary
- 1939 : La Vie du docteur Semmelweis (Semmelweis) d'André de Toth
- 1958 : Szent Péter esernyöje de Frigyes Bán et Vladislav Pavlovic
- 1962 : Esös vasárnap de Márton Keleti
- 1971 : Amour de Károly Makk